# Непосилната лекота на битието
„Непосилната лекота на битието“ (на чешки: Nesnesitelná lehkost bytí) е роман на Милан Кундера от 1984 г. за две жени, двама мъже, куче и техния живот по време на периода на Пражката пролет през 1968 г. Въпреки че е написана през 1982, книгата не е издадена в следващите две години до 1984 г., когато се появява в превод на френски (като L'Insoutenable légèreté de l'être). Оригиналният текст на чешки е публикуван през 1985 г.

## Предпоставки
„Непосилната лекота на битието“ се развива основно в Прага в края на 1960-те и началото на 1970-те години. Тя разглежда артистичния и интелектуален живот на чешкото общество от Пражката пролет през 1968 г. до инвазията на СССР и други държави от Варшавския договор в Чехословакия и последиците от нея. Главните герои са: Томаш, хирург-прелюбодеец; неговата съпруга Тереза, фотографка, измъчена от изневерите на съпруга си; любовницата на Томаш – Сабина, свободолюбива художничка; Франц, швейцарски университетски професор и любовник на Сабина; и накрая Шимон, отчуждения син на Томаш от първия му брак.

## Герои
- Томаш: Чешки хирург и интелектуалец. Томаш е женкар, който живее за своята работа. Той разглежда секса и любовта като две различни неща: той прави секс с много жени, но обича само своята съпруга, Тереза. Той не вижда противоречие между тези две позиции. Обяснява своето женкарство като наложително, за да изследва женските особености, изразяващи се само по време на секс. Отначало той гледа на съпругата си като бреме, за което трябва да се грижи. След руската инвазия, те избягват в Женева, където започва своите похождения отново. Тереза, водена от носталгията, се връща в Прага с кучето. Той бързо осъзнава, че иска да бъде с нея и я последва вкъщи. Томаш трябва да се справи с последиците от едно писмо, което изпраща на издател, в което метафорично свързва чешките комунисти с Едип. Когато в крайна сметка му писва от живота под комунистически режим в Прага, той се мести с Тереза в провинцията. Той изоставя двете си мании на женкар и работохолик и открива истинското щастие с Тереза. Неговата епитафия, написана от католическия му син, е „Той искаше царството Божие на земята“.
- Тереза: Младата жена на Томаш. Нежна, интелектуална фотографка, тя задълбава в опасния и дисидентски фотожурнализъм по време на окупацията на Прага. Тереза не осъжда Томаш за неговите изневери, вместо това го характеризира като слаб човек. Тереза се определя най-вече от нейното виждане за тялото като отвратително и срамно, повлияно от развратното поведение на майка ѝ. В цялата книга тя се страхува да бъде просто поредното тяло в арсенала от жени на Томаш. След като Томаш и Тереза се преместват в провинцията, тя се посвещава на отглеждането на добитък и на четенето. През това време тя открива собственото си Аз чрез обожанието на домашните животни, достигайки до заключението, че те са последната връзка с рая, изоставен от Адам и Ева и се отчуждава от хората.
- Сабина: Любовницата на Томаш и негова най-добра приятелка. Сабина живее живота си като краен пример на лекотата, получавайки дълбоко удовлетворение от акта на предателството. Тя обявява война на кича и се бори срещу ограниченията, наложени ѝ от пуританското ѝ потекло и от комунистическата партия. Тази борба е представена чрез картините ѝ. Понякога тя изразява вълнение от унижението, показано чрез употребата на бомбета на дядо ѝ, символ, роден по време на сексуален акт с Томаш, преди в крайна сметка да промени смисъла си и да се превърне в отживелица от миналото. Напред в книгата, тя започва да си кореспондира със Симон, докато живее под покрива на същите стари американци, които се възхищават на артистичните ѝ умения.
- Франц: Любовник на Сабина и професор в Женева, идеалист. Франц се влюбва в Сабина, която приема като либерална и романтично-трагична чешка дисидентка. Той е един вид и състрадателен човек. Като един от мечтателите в романа, неговите действия се основават на лоялността към паметта на майка си и към Сабина. Неговият живот се върти около книгите и академичните среди дотолкова, че в крайна сметка той търси лекотата и захласа, участвайки в шествия и протести, последният от които е похода в Тайланд на границата с Камбоджа. Вече в Банкок след шествието той е смъртно ранен по време на обир.
- Каренин: Кучето на Томаш и Тереза. Въпреки че е женско куче, името е мъжко и е отпратка към Алексей Каренин, съпруга в Ана Каренина. Каренин показва изключителна неприязън към промяната. След като се премества в провинцията, Каренин става по-удовлетворена, тъй като може да се радва на повече внимание от собствениците си. Също така тя бързо се сприятелява с прасе на име Мефисто. През това време Томаш открива, че Каренин има рак и дори след отстраняването на тумора е ясно, че Каренин ще умре. На смъртното си легло тя сплотява Тереза и Томаш чрез нейната „усмивка“ в техните опити да подобрят здравето ѝ.

## Философски интерпретации
В противовес на идеята на Фридрих Ницше за вечното завръщане (идеята, че Вселената, както и събитията в нея вече са се случили и ще се случват отново „ad infinitum“), тематичните размишления в романа предлагат алтернатива: че всеки човек има да изживее само един живот и че това което се случва, се случва само веднъж и никога не се повтаря – оттам и „лекотата“ на битието. При описанието на смъртта на княз Андрей в превода на английски на „Война и мир“ Констанс Гарнет използва фразата „странна лекота на битието“. Напротив, концепцията за вечното завръщане налага „тежестта“ на живота и на взетите решения – използвайки метафората на Ницше, тя му придава „бреме“. Ницше смята, че това бреме може да представлява или огромна тежест или голяма полза, в зависимост от гледната точка на индивида.
„Непосилната лекота“ в заглавието се отнася и до лекотата на любовта и секса, които са теми в романа. Кундера изобразява любовта като краткотрайна, случайна и вероятно резултат на безкрайна поредица от съвпадения, въпреки голямото ѝ значение за хората.
В романа, концепцията на Ницше е приложена към интерпретирането на немската поговорка Einmal ist keinmal („Онова, което се случва само веднъж, все едно никога не се е случвало“), а именно „всичко или нищо“ когнитивното изкривяване, което Томаш трябва да преодолее в пътуването на героя му. Той първоначално вярва, че „Щом на човек му е отредено да живее само един живот, той все едно не е живял изобщо“, и по-конкретно (по отношение на обвъзрзването му с Тереза) „Няма никакъв начин да се провери кое решение е по-правилно, защото няма никаква възможност за сравнение.“ Романът убедително разрешава този въпрос в смисъл, че такова обвързване е в действителност възможно и желателно.

## Издание
„Непосилната лекота на битието“ е издадена първо на френски език през 1984 г., а на оригиналния чешки език е публикувана през 1985 г. от издателството в изгнание „68 Publishers" (Торонто, Канада). Второто чешко издание е публикувано през октомври 2006 година в Бърно, Чехия, осемнадесет години след Нежната революция, защото Кундера не е давал одобрение преди това. Първият превод на английски от Майкъл Хенри Хейм (професор по славянски езици в Калифорнийския университет) е издаден с твърда корица през 1984 от „Harper & Row“ в САЩ и „Фабер и Фабер“ във Великобритания, а през 1985 е издаден и с мека корица.

## Филм
През 1988 е създадена филмова адаптация на романа с участието на Даниъл Дей-Луис, Лена Улин и Жулиет Бинош. В бележка към чешкото издание на книгата Кундера отбелязва, че филмът има много малко общо с духа на романа и с героите в него. В същата бележка Кундера казва също, че след този опит той повече няма да даде разрешение за адаптация по творбата му.